# Diskografie Jiřího Suchého
Diskografie Jiřího Suchého obsahuje zvuková alba a singly, na kterých se jako dominantní interpret, autor či spoluautor podílel skladatel a zpěvák Jiří Suchý. Z toho důvodu jsou zde zařazené i desky jiných zpěváků (zejména Jiřího Šlitra a obecně divadla Semafor), na nichž se zásadním způsobem podílel jako autor textů. Seznam obsahuje alba vydaná na dlouhohrajících vinylových deskách (LP), kompaktních discích (CD), audiokazetách (MC) a jednotlivé písně, jež vyšly na singlech (SP, EP), a to včetně standardních (tj. šelakových) desek (78) a zvukových pohlednicích (fonokartách).

## Řadová alba
Soupis uvádí studiová (nebo převážně studiová) alba obsahující většinu písní, na nichž se Jiří Suchý podílel jako autor či zpěvák. Alba se záznamy z divadelních představení jsou uvedena níže v samostatné kategorii.
| Rok  | Nosič      | Název                                                                                       | Vydavatel        | Poznámka                                                                                     |
| ---- | ---------- | ------------------------------------------------------------------------------------------- | ---------------- | -------------------------------------------------------------------------------------------- |
| 1964 | LP         | Jiří Suchý – Písničky                                                                       | Supraphon        | První profilové album autora                                                                 |
| 1965 | LP         | Plná hrst písniček S+Š / Hraj hraj hraj                                                     | Supraphon        | Druhé profilové album autora                                                                 |
| 1965 | LP         | Kdyby tisíc klarinetů                                                                       | Supraphon        | Soundtrack z filmu Kdyby tisíc klarinetů                                                     |
| 1965 | LP         | Divadla malých forem                                                                        | Supraphon        | Pouze první LP z trojalba je sestaveno výhradně z děl Jiřího Suchého (a Jiřího Šlitra)       |
| 1965 | LP         | Dobře placená procházka                                                                     | Supraphon        | Studiové nahrávky písní ze hry Dobře placená procházka                                       |
| 1967 | LP         | Vánoční pohlednice                                                                          | Supraphon        | Autorské vánoční písně S+Š                                                                   |
| 1968 | LP         | Zločin v šantánu                                                                            | Supraphon        | Písně z filmu Zločin v šantánu                                                               |
| 1969 | LP         | Jonáš a dr. Matrace                                                                         | Supraphon        | Písně ze hry Jonáš a dr. Matrace                                                             |
| 1969 | LP         | Toulaví zpěváci                                                                             | Supraphon        | Limitovaná edice LP Klubu spřízněných duší při divadle Semafor                               |
| 1970 | LP         | Ďábel z Vinohrad                                                                            | Supraphon        | Album písní interpretovaných Jiřím Šlitrem, limitovaná edice, autorská spolupráce Jiří Suchý |
| 1971 | LP         | Básníci a sedláci / Revizor v šantánu                                                       | Supraphon        | Písně ze stejnojmenné hry                                                                    |
| 1977 | LP, MC     | Písničky a povídání ze Semaforu                                                             | Panton           | Nové nahrávky starších i aktuálních písní a ukázek z her Suchého                             |
| 1985 | LP, MC     | Písničky a povídání ze Semaforu tentokráte na gramodesce připomínající tvorbu Jiřího Šlitra | Panton           | Nově natočené písně J. Šlitra kombinované s původními nahrávkami z divadla                   |
| 1987 | MC         | Písničky ze Semaforu                                                                        | Panton           | Audiokazeta písní z aktuálních vinylových SP a EP desek                                      |
| 1987 | LP, MC     | Evergreeny ze Semaforu                                                                      | Panton           | Nově nahrané hity S+Š                                                                        |
| 1989 | LP, MC     | Evergreeny ze Semaforu 2                                                                    | Panton           | Pokračování série nově nahraných hitů S+Š                                                    |
| 1990 | LP, MC     | Evergreeny ze Semaforu 3                                                                    | Panton           | Třetí pokračování série nově nahraných hitů S+Š                                              |
| 1992 | LP, CD, MC | Suchý zpívá Ježka                                                                           | Carmen           | Album nově nahraných písní Osvobozeného divadla                                              |
| 1996 | CD, MC     | Znám tolik písní…                                                                           | Polydor          | Album produkované Ivanem Králem                                                              |
| 1997 | CD, MC     | Purpura a jiné vánoční písně                                                                | Polygram         | Nově nahrané vánoční písně S+Š, produkce Ivan Král                                           |
| 1997 | CD, MC     | Blues pro tebe                                                                              | Monitor / EMI    | Doprovází Originální pražský symfonický orchestr Pavla Klikara                               |
| 2000 | CD, MC     | Mé srdce je Zimmer frei                                                                     | Klokočí          | Písně ze hry Mé srdce je Zimmer frei a filmů Magda, její ztráty a nálezy a Královna bublin   |
| 2002 | CD, MC     | Písničky pro děti                                                                           | B&M Music        | Dětské písně skládané společně s Ondřejem Suchým                                             |
| 2002 | CD, MC     | Po babičce klokočí                                                                          | Multisonic       | Nově nahrané hity S+Š                                                                        |
| 2003 | CD         | Jiří Suchý & The Hottentots Orchestra                                                       | Good Day Records | Suchý jako host na albu kapely The Hottentots Orchestra                                      |
| 2005 | CD         | Almanach 2004–2005                                                                          | FR centrum       | Aktuální nahrávky divadla Semafor                                                            |
| 2006 | CD         | Almanach 2005–2006                                                                          | FR centrum       | Aktuální nahrávky divadla Semafor                                                            |
| 2011 | CD         | Hodiny jdou pozpátku                                                                        | Semafor          | Studiové nahrávky písní ze stejnojmenné hry                                                  |
| 2014 | CD         | George Dry - Composer                                                                       | Semafor          | Autorské studiové album                                                                      |
| 2017 | CD         | Prozpěvování                                                                                | Galén            | A cappella album s Jitkou Molavcovou                                                         |
| 2024 | 2CD        | Jiří Suchý neboli George Dry - Composer                                                     | Supraphon        | Album z roku 2014 rozšířené o druhý disk nových nahrávek                                     |

## Audioknihy, mluvené slovo
| Rok  | Nosič | Název                      | Vydavatel                  | Poznámka                                                                      |
| ---- | ----- | -------------------------- | -------------------------- | ----------------------------------------------------------------------------- |
| 1990 | MC    | Gramotingltangl            | Klokočí                    | 2 audiokazety s nahrávkami čtyř rozhlasových pořadů Gramotingltangl z 60. let |
| 1990 | MC    | Osvobozené divadlo Semafor | Komenium                   | Rozhovor Olega Reifa s Jiřím Suchým prokládaný písněmi divadla Semafor        |
| 2001 | CD    | Povídky                    | Comma-Art                  | Audiokniha autorských povídek                                                 |
| 2012 | CD    | Nahá a další povídky       | Supraphon                  | Audiokniha autorských povídek                                                 |
| 2013 | CD    | Šest vánočních povídek     | Semafor                    | Audiokniha vánočních autorských povídek                                       |
| 2015 | CD    | Jiří Suchý - Osudy         | Český rozhlas / Jazz Music | Záznamy vyprávění Jiřího Suchého z Českého rozhlasu, vyšlo ve formátu mp3     |
| 2018 | CD    | Klaun si povídá s Bohem    | Galén                      | Audiokniha ve formátu mp3                                                     |
| 2022 | CD    | Klaun to zkouší znovu      | Galén                      | Audiokniha ve formátu mp3                                                     |

## Záznamy divadelních her a vystoupení
| Rok  | Nosič  | Název                         | Vydavatel          | Poznámka                                                                                         |
| ---- | ------ | ----------------------------- | ------------------ | ------------------------------------------------------------------------------------------------ |
| 1963 | LP     | Zuzana není pro nikoho doma   | Supraphon          | Živě natočené písně ze hry Zuzana není pro nikoho doma                                           |
| 1974 | LP     | Kytice                        | Supraphon          | 3LP ze stejnojmenného představení (reedice na CD, MC 1999, 2005)                                 |
| 1978 | LP     | Divadlo Semafor 1959–1969     | Supraphon          | 3LP (samostatná) z divadelních nahrávek 60. let                                                  |
| 1987 | LP     | Divadlo Semafor 1970–1985     | Panton             | 3LP, retrospektivní album z divadelních nahrávek 70. - 80. let                                   |
| 1989 | LP     | Člověk z půdy                 | Supraphon          | Záznam rozhlasového uvedení hry z roku 1965 (reedice na CD 1996)                                 |
| 1989 | LP     | Jonáš a tingltangl            | Supraphon          | 2LP, záznam představení hry z roku 1962 (reedice na CD, MC 2001)                                 |
| 1990 | LP     | Jonáš a doktor Matrace        | Primus             | 2LP, zkrácený záznam představení hry z roku 1969 (viz též 2006)                                  |
| 1990 | LP, MC | Werich a Suchý – Lucerna 1977 | Multisonic         | Živě natočené album písní a mluveného slova z roku 1977 (reedice na CD 2007, 2009)               |
| 1993 | MC     | Koncert na rozloučenou        | Multisonic         | Audiokazeta s koncertem z divadla Semafor (rozloučení se sálem v pasáži Alfa)                    |
| 1996 | MC     | Jan Werich a Semafor          | Český rozhlas      | Vystoupení S+Š, Jana Wericha a Miroslava Horníčka z roku 1966 (reedice na CD 2011)               |
| 1997 | CD, MC | Jinde než v Semaforu          | Pupava             | Archivní nahrávky z vystoupení z let 1973–1994                                                   |
| 1999 | CD, MC | Blázen a dítě                 | B&M Music          | Retrospektivní album složené z historických nahrávek                                             |
| 1999 | CD, MC | To byl Jiří Šlitr             | B&M Music          | Retrospektivní album složené z historických nahrávek                                             |
| 1999 | CD, MC | Walda a ti druzí              | B&M Music          | Koncertní album ke 40. výročí založení Semaforu, převážně písně S+Š                              |
| 2000 | CD, MC | Zuzana se vrací               | Klokočí            | Koncertní album Zuzany Stirské ze Semaforu, složené převážně z písní S+Š, Jiří Suchý hostem      |
| 2001 | CD     | Modrá nálada                  | Prag Data Music    | Koncertní album s Jitkou Vrbovou a skupinou Erastus                                              |
| 2005 | CD     | Ďábel z Vinohrad (CD)         | FR centrum         | Retrospektivní profilové album Jiřího Šlitra s autorskou spoluprací Jiřího Suchého               |
| 2005 | CD     | Benefice                      | And The End Record | 2CD, záznam představení hry Benefice z roku 1966                                                 |
| 2006 | CD     | Recital 64                    | And The End Record | 2CD, záznam představení pásma Recital 64 z roku 1964                                             |
| 2006 | CD     | Faust                         | And The End Record | 2CD, záznam představení hry z roku 1964                                                          |
| 2006 | CD     | Jonáš a dr. Matrace           | And The End Record | 2CD, kompletní záznam představení hry Jonáš a dr. Matrace z roku 1969                            |
| 2008 | CD     | Nevesta predaná Kubovi        | Forza              | Záznam představení hry z roku 1984, spoluúčinkuje Radošinské naivné divadlo, vydáno na Slovensku |
| 2009 | CD     | Semafor - Hry                 | Supraphon          | 6CD, záznamy her Jonáš a tingltangl, Sladký život blázna Vincka a Člověk z půdy (dětská verze)   |
| 2009 | CD     | Poslední štace                | Levné knihy        | 2CD, záznam představení hry Poslední štace z roku 1968                                           |
| 2009 | CD     | Elektrická puma               | Levné knihy        | 2CD, záznam představení hry z roku 1974                                                          |
| 2009 | CD     | Šest žen                      | Levné knihy        | 2CD, záznam představení hry z roku 1990                                                          |
| 2013 | CD     | Opera Betlém                  | Supraphon          | Záznam představení stejnojmenné hry z roku 2012                                                  |
| 2014 | CD     | Šlitr zpívá Šlitra            | Supraphon          | 4CD, kompletní záznam hry S+Š Ďábel z Vinohrad a výběr semaforských nahrávek z 60. let           |
| 2014 | CD     | Plakala panna, plakala        | Supraphon          | Záznam televizních pořadů Jiřího Šlitra, hostem Jiří Suchý                                       |
| 2017 | CD     | Večer pro kočku               | Tomáš Padevět      | Záznam semaforského zájezdového vystoupení z roku 1972                                           |
| 2018 | CD     | Koncert!                      | Semafor            | Záznam koncertního vystoupení Jiřího Suchého a Jitky Molavcové                                   |
| 2019 | CD     | Jiří Šlitr v soukromí i jinde | Tomáš Padevět      | 2CD, dříve nevydaný záznam hry S+Š Ďábel z Vinohrad a výběr raritních nahrávek                   |
| 2024 | CD     | Půlnoční párty Suchý + Šlitr  | Radioservis        | Záznam šesti rozhlasových pořadů z roku 1968 (ve formátu mp3)                                    |

## EdicePísničky ze Semaforu
Edice vydavatelství Bonton, která si dávala za úkol zmapovat veškeré hudební aktivity Jiřího Suchého. Jejím editorem byl Karel Knechtl, který naplánoval přípravu asi třech desítek titulů v této řadě. Po jeho smrti (2001) se však projekt zastavil a zůstal nedokončen. Později na sérii volně navázaly níže uvedené retrospektivní CD boxy vydavatelství Supraphon v ediční řadě připravované Lukášem Berným, Naďou Dvorskou a Janem Kolářem.
| Rok  | Nosič  | Název                                                                 | Vydavatel | Poznámka |
| ---- | ------ | --------------------------------------------------------------------- | --------- | --- |
| 1996 | CD, MC | Písničky ze Semaforu 1 – Písničky (1956–1964)                         | Bonton    | Reedice alba Jiří Suchý – Písničky obohacená o koncertní nahrávky skupiny Akord Club                            |
| 1998 | CD, MC | Písničky ze Semaforu 2 – Jiří Suchý & Akord Club                      | Bonton    | Koncertní nahrávky skupiny Akord Club z let 1956–1957                                                           |
| 1996 | CD, MC | Písničky ze Semaforu 3 – Písničky z Reduty i odjinud                  | Bonton    | Koncert skupiny Akord Club z roku 1959, studiové nahrávky z pásma Kdyby tisíc klarinetů (z Divadla Na zábradlí) |
| 1996 | CD, MC | Písničky ze Semaforu 4 – Člověk z půdy a další                        | Bonton    | Rozhlasové nahrávky ze hry Člověk z půdy a bonusy                                                               |
| 1997 | CD, MC | Písničky ze Semaforu 5 – Zuzana je sama doma                          | Bonton    | Písničky ze stejnojmenného představení                                                                          |
| 2000 | CD, MC | Písničky ze Semaforu 6 – Taková ztráta krve, Zuzana je zase sama doma | Bonton    | 2CD, písničky ze stejnojmenných představení a studiové bonusy                                                   |
| 2001 | CD, MC | Písničky ze Semaforu 7 – Šest žen                                     | Bonton    | 2CD, písničky ze stejnojmenného představení a studiové bonusy                                                   |

## Retrospektivní CD boxy
Vydavatelství Supraphon připravuje od roku 2011 obsáhlé boxy kompaktních disků, kterými souhrnně mapuje konkrétní období a tvůrčí podobu práce Jiřího Suchého. Obsahuje jak komplety zaměřené na souborné reedice starých gramofonových desek, tak také boxy se záznamy celých divadelních představení Semaforu.
| Rok  | Nosič | Název                                         | Vydavatel | Poznámka                                                          |
| ---- | ----- | --------------------------------------------- | --------- | ----------------------------------------------------------------- |
| 2011 | CD    | Semafor – léta šedesátá                       | Supraphon | 11 CD, retrospektivní box převážně studiových nahrávek ze 60. let |
| 2012 | CD    | Semafor – léta 70. a 80.                      | Supraphon | 12 CD, retrospektivní box nahrávek ze 70. a 80. let               |
| 2018 | CD    | Semafor – léta 1989-2015                      | Supraphon | 11 CD, retrospektivní výběr semaforských nahrávek daného období   |
| 2019 | CD    | Zuzana, Jonáš a spol.                         | Supraphon | 15 CD, kompletní záznamy devíti her S+Š z let 1959–1964           |
| 2021 | CD    | Ďáblova dobře placená procházka z Vinohrad    | Supraphon | 15 CD, kompletní záznamy devíti her S+Š z let 1965–1970           |
| 2022 | CD    | Čarodějná kytice s bláznivými pannami na půdě | Supraphon | 16 CD, kompletní záznamy osmi her z let 1971–1979                 |

## Kompilace
Soupis obsahuje výběrovou diskografii kompilačních desek zaměřených na autorskou tvorbu Jiřího Suchého, a to jak kompilace největších hitů, tak výběry raritních písní určených přednostně pro sběratele. Uvádí pouze komerčně produkované desky, vedle nich vyšlo velké množství výběrů z dílny Suchého a Šlitra, které vyráběly v soukromých účelových nákladech různí vydavatelé a CD mnohdy ani nebyla distribuována do obchodní sítě.
| Rok  | Nosič      | Název                                 | Vydavatel        | Poznámka                                                               |
| ---- | ---------- | ------------------------------------- | ---------------- | ---------------------------------------------------------------------- |
| 1963 | LP         | Pocket Size Theatre Semafor in Prague | Supraphon        | Výběr hitů vydaný přednostně pro vývoz                                 |
| 1965 | LP         | Semafor 2                             | Supraphon        | Výběr hitů vydaný přednostně pro vývoz                                 |
| 1968 | LP         | Hity Jiřího Šlitra + Jiřího Suchého   | Supraphon        | Výběr písní z let 1960–1965                                            |
| 1988 | LP, CD     | Vyvěste fangle                        | Supraphon        | Výběr hitů, takřka identická varianta vyšla na CD v roce 1990          |
| 1990 | LP, CD, MC | Včera neděle byla                     | Supraphon        | Původní nahrávky písní S+Š, podtitul Písničky ze Semaforu 1            |
| 1992 | LP, CD, MC | Ach, ta láska nebeská                 | Supraphon        | Původní nahrávky písní S+Š, podtitul Písničky ze Semaforu 2            |
| 1992 | MC         | Archiv Semaforu                       | Klokočí          | 3 audiokazety raritních nahrávek z historie divadla Semafor            |
| 1999 | CD, MC     | Suchý & Šlitr - To nejlepší...        | Bonton           | 2CD, výběr hitů z 60. let                                              |
| 2000 | CD, MC     | Nejlepší písničky                     | Saturn           | Výběr hitů z 60. let                                                   |
| 2000 | CD, MC     | Portréty českých hvězd – Jiří Suchý   | Music Multimedia | Výběr hitů z 60. let, odlišná sestava od stejnojmenného CD z roku 2004 |
| 2000 | CD         | Zlaté hity ze Semaforu                | Areca            | 2CD, výběr hitů z 60. let                                              |
| 2003 | CD         | Jména                                 | Bonton           | Výběr skladeb, které v názvu obsahovaly (převážně) dívčí jména         |
| 2004 | CD         | Jiří Suchý (Portréty českých hvězd)   | Areca            | Retrospektivní album archivních nahrávek z Českého rozhlasu            |
| 2005 | CD         | Největší hity                         | Supraphon        | Výběr hitů z 60. let                                                   |
| 2009 | CD         | Největší hity 2                       | Supraphon        | Výběr hitů z 60. let                                                   |
| 2011 | CD         | Suchý & Šlitr                         | Supraphon        | 2CD, vydáno pro předplatitele časopisu Reader's Digest                 |
| 2011 | CD         | Blues pro tebe                        | Universal        | 2CD, reedice obou alb, jež Suchému produkoval Ivan Král                |
| 2011 | CD         | Rarity z rádia                        | Český rozhlas    | Retrospektivní album archivních nahrávek z Českého rozhlasu            |
| 2016 | CD         | Kdykoliv, kdekoliv                    | Supraphon        | 3CD, podtitul Zlatá kolekce                                            |
| 2017 | CD, LP     | Jonáš a tingltangl a doktor Matrace   | Supraphon        | Výběr písní z představení Jonáš a tingl-tangl a Jonáš a doktor Matrace |

## Doplňky
| Rok  | Nosič      | Název                                     | Vydavatel         | Poznámka |
| ---- | ---------- | ----------------------------------------- | ----------------- | --- |
| 1967 | LP         | Portrét Ferdinanda Havlíka                | Supraphon         | První album orchestru Ferdinanda Havlíka propojené mluvenými komentáři Jiřího Suchého                            |
| 1975 | LP         | Jitka Molavcová                           | Multisonic        | Eponymní album Jitky Molavcové s výraznou spoluprací Jiřího Suchého                                              |
| 1986 | MC         | Iltaa, nimeni on Faust                    | Tampere           | Audiokazeta písní J. Suchého a Ferdinanda Havlíka v podání souboru finského divadla v Tampere                    |
| 1990 | LP         | Na okně seděla kočka                      | Supraphon         | Album Jitky Molavcové s výraznou spoluprací Jiřího Suchého                                                       |
| 1991 | CD, LP, MC | Carmen Party 1                            | Carmen            | Album písní S+Š v podání sboru Carmen                                                                            |
| 1994 | CD, MC     | Já mám ráda komiky                        | Multisonic        | Album Jitky Molavcové s výraznou spoluprací Jiřího Suchého                                                       |
| 1996 | CD, MC     | Swingující Semafor                        | Český rozhlas     | Album orchestru Ferdinanda Havlíka složené převážně z písní S+Š                                                  |
| 1998 | CD, MC     | Co je to láska                            | Bonton            | Kompilace semaforských nahrávek Evy Pilarové                                                                     |
| 1998 | CD, MC     | To všechno odnes' čas                     | Bonton            | Kompilace semaforských nahrávek Waldemara Matušky                                                                |
| 1998 | MC         | Vokolo topiče koukat se na kýče           | Český rozhlas     | Parodie na známé šlágry podle Vlastimila Rady zpívají Jiří Suchý, Jan Jiráň a Přemysl Rut                        |
| 1999 | MC         | Léta dozrávání                            | Miloslav Čížek    | Semaforské písničky v podání Divadla Na dlažbě                                                                   |
| 2009 | CD         | For Semafor                               | Klíče             | Album natočené různými interprety jako pocta práci Suchého a Šlitra                                              |
| 2011 | CD         | Bonus 2011                                | Galén             | A cappella album s Jitkou Molavcovou (příloha souborného vydání knih Jiří Suchý Vzpomínání a Fenomén Jiří Suchý) |
| 2011 | CD         | Malé kotě                                 | EMI / Monitor     | Dagmar Patrasová zpívá písně ze Semaforu                                                                         |
| 2012 | CD         | Pocta Semaforu                            | Multisonic        | Vágner Family zpívají písně Suchého a Šlitra                                                                     |
| 2019 | CD         | Emil Viklický Trio hraje Suchého & Šlitra | Galén             | Semaforské písně v podání Emil Viklický Trio                                                                     |
| 2021 | CD         | Zčistajasna                               | Galén             | Album Jitky Molavcové s výraznou autorskou spoluprací Jiřího Suchého                                             |
| 2022 | CD         | Koncert v barvách Semaforu                | Sound Studio Hamu | Písně (nejen) S+Š zpívají Petr Macháček, Dáša Zázvůrková, Jiří Suchý, Jitka Molavcová, Jakub Šafr Trio ad.       |

## Singly
Seznam singlových nahrávek, na nichž se autorsky nebo interpretačně podílel Jiří Suchý, obsahuje písně vydané na standardních (šelakových) deskách přehrávaných v rychlosti 78, dále vinylové singly (tj. SP desky, zpravidla na každé straně desky jedna píseň; EP desky, zpravidla na každé straně dvě písně). Přehled dále doplňují CD singly a v jednom případě i audiokazeta imitující singlové vydání. Skladby, na kterých se Jiří Suchý přímo podílel, jsou pro přehlednost tučným písmem, skladby, na nichž nespolupracoval, kurzívou.

### 1958 – 1959
| Rok  | Formát | A strana | B strana | Vydavatel | Poznámka                                               |
| ---- | ------ | --- | --- | --------- | ------------------------------------------------------ |
| 1958 | 78     | O to se nestarej - (Vladimír Vodička / Jiří Suchý), zpěv Josef Zíma a Věra Benešová | Protože tě miluji - (S. Grossman / J. Zpěvák), zpěv J. Zíma | Supraphon |                                                        |
| 1958 | 78     | Růžový pahorek - (Al Lewis / Larry Stock / Vincent Rose / Jiří Suchý), zpěv Rudolf Cortés | Na rozloučenou - (A. Wolf / J. Fikejzová), zpěv J. Čeřovská | Supraphon |                                                        |
| 1958 | 78     | Blues pro tebe - (Jiří Suchý), zpěv Josef Zíma | Proč se ptáš - (M. Smékal), K. Vlach se svým orchestrem | Supraphon | První text s vlastní melodií Jiřího Suchého na desce   |
| 1958 | 78     | Potkal jsem jelena - (Jiří Šlitr / Miroslav Horníček), zpěv Miloš Kopecký a vokální kvarteto | Točí se svět - (V. Young / J. Fikejzová), zpěv R. Cortés | Supraphon | Jiří Suchý zpívá ve sboru                              |
| 1959 | EP     | Písnička z pouti - (V. Vodička / P. Kopta), zpěv L. Hermanová Nebuďte mne - (Jiří Suchý), zpěv Jiří Suchý Pověrčivý uzenář - (Jiří Suchý), zpěv Jiří Suchý                                                            | Potkala jsem ho, pršelo - (Vladimír Vodička / Jiří Suchý), zpěv Ljuba Hermanová Láska, to jsou jenom písmena - (Jiří Šlitr / Jiří Suchý), zpěv Ljuba Hermanová                                            | Supraphon | Ze hry Divadla Na zábradlí Kdyby tisíc klarinetů       |
| 1959 | EP     | Včera mi bylo sedmnáct - (J. Vomáčka / P. Kopta), zpěv Z. Stivínová Jsem žena, která ví - (Vladimír Vodička / Jiří Suchý), zpěv Ljuba Hermanová Láska a karty - (Vladimír Vodička / Jiří Suchý), zpěv Ljuba Hermanová | Píseň o myši a jedu - (Jaromír Vomáčka / Jiří Suchý), zpěv Ljuba Hermanová Nesplněné přání - (Vladimír Vodička / Jiří Suchý), zpěv Ljuba Hermanová Kariéra - (J. Vomáčka / Z. Borovec), zpěv L. Hermanová | Supraphon | Ze hry Divadla Na zábradlí Faust, Markéta, služka a já |

### 1960 – 1969
| Rok  | Formát | A strana | B strana | Vydavatel | Poznámka |
| ---- | ------ | --- | --- | --------- | --- |
| 1960 | 78, SP | Mackie Messer - (Kurt Weill / Bertolt Brecht / Jiří Suchý), zpěv Milan Chladil | Mr. Blue - (D. W. Blackwell / V. Kudrnáč), zpěv J. Veselá | Supraphon | |
| 1960 | SP     | Usměj se na mne - (Jaromír Vomáčka / Jiří Suchý), zpěv Rudolf Cortés | Hlava v dlaních - (A. Jindra / L. Černík), zpěv R. Cortés | Supraphon | |
| 1960 | SP     | Tolikrát jsem dobrou vůli měl - (anonym / Jiří Suchý), zpěv Jiří Suchý a sbor | Pět strun - (Jiří Šlitr / Jiří Suchý), zpěv Karel Effa | Supraphon | |
| 1960 | SP     | Pojď se mnou na výlet - (Jiří Šlitr / Jiří Suchý), zpěv Jarmila Veselá | Výlet na motocyklu - (E. Parma / K. Boušek), zpěv J. Vašíček | Supraphon | Píseň ze hry Jesse B. Semple se žení (Divadlo S. K. Neumanna) |
| 1960 | 78, SP | Sup a žluva - (Jiří Šlitr / Jiří Suchý), zpěv Jiří Suchý, Eva Pilarová a sbor divadla Semafor | Klokočí - (Jiří Šlitr / Jiří Suchý), hovoří Jiří Suchý, zpěv vokální kvintet | Supraphon | Písně ze hry Taková ztráta krve |
| 1960 | SP     | Marnivá sestřenice - (Jiří Šlitr / Jiří Suchý), zpěv Jiří Suchý | Sluníčko - (Jiří Šlitr / Jiří Suchý), zpěv Jiří Suchý a Zuzana Vrbová | Supraphon | Písně ze hry Taková ztráta krve "Marnivá sestřenice" je známá též pod názvem "Měla vlasy samou loknu"                                                                           |
| 1960 | SP     | Hluboká vráska - (Antoine Domino / Dave Bartholomew / Jiří Suchý), zpěv Jiří Suchý | Noc - (L. Fišer / O. Žebrák), zpěv H. Hegerová | Supraphon | Píseň ze hry Zuzana je sama doma, je též známá pod názvem "Naraž si bouřku do čela"                                                                                             |
| 1960 | EP     | Pramínek vlasů - (Jiří Suchý), zpěv Jiří Suchý a kvartet Dítě školou povinné - (Jiří Šlitr / Jiří Suchý), zpěv Jiří Suchý a kvartet | Včera neděle byla - (Jiří Šlitr / Jiří Suchý), zpěv Pavlína Filipovská Léta dozrávání - (Jiří Šlitr / Jiří Suchý), zpěv Jiří Suchý a kvartet                                                                       | Supraphon | Písně ze hry Člověk z půdy Skladby "Včera neděle byla" a "Léta dozrávání" vyšly také samostatně na 78, píseň "Léta dozrávání" je též známá pod názvem "Život je obnošená vesta" |
| 1960 | EP     | Malé kotě - (Jiří Šlitr / Jiří Suchý), zpěv Jiří Suchý Dnes naposled - (J. Šlitr / P. Kopta), zpěv H. Hegerová | Dudy a basa - (Jiří Šlitr / Jiří Suchý), zpěv Vlasta Průchová Bajaja - (Jiří Šlitr / Jiří Suchý), zpěv Darek Vostřel                                                                                               | Supraphon | Písně ze hry Bapopo (divadlo Rokoko) |
| 1961 | SP     | Co je to láska - (Otis Blackwell / Jiří Suchý), zpěv Eva Pilarová | Souvenir - (C. Coben / Z. Borovec/ S. Tompich), zpěv W. Matuška | Supraphon | Z pásma Zuzana je sama doma "Co je to láska" je též známá pod názvem "Kočka není pes"                                                                                           |
| 1961 | SP     | Trilobit se diví - (Jiří Sternwald / Josef Kainar), zpěv Jiří Suchý a Ljuba Hermanová | Cesta domů - (J. Sternwald / P. Kohout), zpěv R. Cortés | Supraphon | Z filmu Lidé za kamerou |
| 1961 | SP     | Říkávají lidé někteří - (Stanley Murphy / Henry Marshall / Jiří Suchý), zpěv Richard Kubernát a Jiří Jelínek | Jak vypadá čas - (W. Bukový / J. Sobotka), zpěv H. Hegerová | Supraphon | Píseň ze hry Zuzana je sama doma |
| 1961 | SP     | Písnička na míru - (Jaroslav Jakoubek / Jiří Suchý), zpěv Eva Pilarová | Noční romance - (M. Ducháč / J. Kainar), zpěv J. Veselá | Supraphon | |
| 1961 | SP     | Píseň o rose - (Jiří Šlitr / Jiří Suchý), zpěv Jiří Suchý | Sluníčko - (Jiří Šlitr / Jiří Suchý), zpěv Jiří Suchý a Zuzana Vrbová | Supraphon | Z her Zuzana je sama doma a Taková ztráta krve |
| 1961 | SP     | Píseň o rose - (Jiří Šlitr / Jiří Suchý), zpěv Jiří Suchý | Takový je život - (F. W. Varley / Wally Whyton) / Jiří Suchý), zpěv Jiří Suchý a Karel Štědrý | Supraphon | Z pásma Zuzana je sama doma Píseň "Takový je život" je též známá pod názvem "Potkal potkan potkana"                                                                             |
| 1961 | EP     | Ach, ta láska nebeská - (Jiří Šlitr / Jiří Suchý), zpěv Eva Pilarová, Waldemar Matuška a kvinteto divadla Semafor Kočka na okně - (Jiří Šlitr / Jiří Suchý), zpěv Waldemar Matuška a kvinteto divadla Semafor                                           | Písnička pro Zuzanu - (Jiří Šlitr / Jiří Suchý), zpěv Waldemar Matuška a kvinteto divadla Semafor Árie měsíce - (Jiří Šlitr / Jiří Suchý), zpěv Waldemar Matuška a kvinteto divadla Semafor                        | Supraphon | Z pásma Zuzana je zase sama doma |
| 1961 | SP     | Blumen aus Liebe - (D. Pálka / M. Trenk), zpěv J. Čeřovská | Es war gestern Sonntag (Včera neděle byla) - (Jiří Šlitr / Jiří Suchý / František Havlíček), zpěv Judita Čeřovská                                                                                                  | Supraphon | Varianta písně v německém jazyce |
| 1961 | SP     | Ein Verregneter Sonntag (Včera neděle byla) - (Jiří Šlitr / Jiří Suchý / Martin Trenk), zpěv Monika Grimm a Jiří Popper | Esmiralda - (Eichenberg), hraje D. Resch | Amiga     | Varianta písně v německém jazyce, vydaná pouze ve východním Německu |
| 1962 | SP     | Korále - (Bedřich Nikodém / Jiří Suchý), zpěv Josef Zíma | Tam na modrém pobřeží - (V. Souhrada / Z. Borovec), zpěv J. Popper | Supraphon | |
| 1962 | SP     | Študent s rudýma ušima - (Jiří Šlitr / Jiří Suchý), zpěv Hana Hegerová | Proč se lidi nemaj’ rádi - (Jiří Šlitr / Jiří Suchý), zpěv Pavlína Filipovská | Supraphon | Z pásma Šest žen |
| 1962 | SP     | Kaňonem takhle k večeru - (Jiří Šlitr / Jiří Suchý), zpěv Jiří Suchý a Karel Štědrý a sbor | Červené údolí - (americká lidová / J. Joran), zpěv J. Joran | Supraphon | |
| 1962 | SP     | Sněhová vločka - (Jaroslav Jakoubek / Jiří Suchý), zpěv Jiří Suchý | Purpura - (Jiří Šlitr / Jiří Suchý), zpěv Pavlína Filipovská, Jiří Suchý a sbor Lubomíra Pánka | Supraphon | Z pásma Vánoční nocturné |
| 1962 | SP     | Starodávné brýle - (Jiří Šlitr / Jiří Suchý), zpěv Jiří Suchý a sbor | Žárlím - (Jaromír Vomáčka / Jiří Suchý), zpěv Rudolf Pellar | Supraphon | |
| 1962 | SP     | Už aby tady byl - (Jaroslav Jakoubek / Jiří Suchý), zpěv Jarmila Veselá | Snítka jeřabin - (J. Těšík / P. Vrbka), zpěv E. Martinová | Supraphon | |
| 1962 | EP     | Jaro - (Bob Merrill / Jiří Suchý), zpěv Hana Hegerová Vím už, co to znamená - (Sammy Cahn / Gene de Paul / Jiří Suchý), zpěv Eva Pilarová a kvinteto divadla Semafor                                                                                    | Mister Rock a Mister Roll - (Jiří Šlitr / Jiří Suchý), zpěv Waldemar Matuška a kvinteto divadla Semafor Černá Jessie - (J. Šlitr / P. Kopta), zpěv H. Hegerová                                                     | Supraphon | Z pásma Zuzana je zase sama doma |
| 1962 | EP     | Škrhola - (Jiří Šlitr / Jiří Suchý), zpěv Jiří Suchý a sbor divadla Semafor Koupil jsem si knot - (Jiří Šlitr / Jiří Suchý), zpěv Jiří Suchý | Chybí mi ta jistota - (Jiří Šlitr / Jiří Suchý), zpěv Jiří Suchý a Jiří Šlitr Tak jak ten Adam - (Jiří Šlitr / Jiří Suchý), zpěv Jiří Suchý, Jiří Jelínek a sbor divadla Semafor                                   | Supraphon | Písně ze hry Jonáš a tingl-tangl Písně "Tak jak ten Adam" a "Škrhola" vyšly také na 78                                                                                          |
| 1963 | EP     | Zlá neděle - (Jiří Šlitr / Jiří Suchý), zpěv Hana Hegerová Tulipán - (Jiří Šlitr / Jiří Suchý), zpěv Jiří Suchý | Vyvěste fangle - (Jiří Šlitr / Jiří Suchý), zpěv Jiří Suchý a sbor Modré punčochy - (Jiří Šlitr / Jiří Suchý), zpěv Jiří Suchý                                                                                     | Supraphon | Písně ze hry Jonáš a tingl-tangl |
| 1963 | SP     | Modrá a žlutá - (Jiří Suchý / J. R. Pick), zpěv Josef Zíma | Píseň o jasmínu - (J. Malásek / J. Bažant / E. Sadková), zpěv H. Hegerová | Supraphon | Píseň z pásma Danuše z Podještědí (divadlo Paravan) |
| 1963 | SP     | Pro Kiki - (Jiří Šlitr / Jiří Suchý), zpěv Hana Hegerová | Blues samotářky - (Jiří Šlitr / Jiří Suchý), zpěv Eva Olmerová | Supraphon | Písně ze hry Šest žen |
| 1963 | SP     | Zčervená - (Jiří Šlitr / Jiří Suchý), zpěv Jiří Jelínek a malý sbor | Oči sněhem zaváté - (Jiří Šlitr / Jiří Suchý), zpěv Karel Gott | Supraphon | Písně z pásma Zuzana není pro nikoho doma |
| 1963 | SP     | Sáně - (Jiří Šlitr / Jiří Suchý), zpěv Karel Gott a sbor | Život je pes - (Jiří Šlitr / Jiří Suchý), zpěv Pavel Sedláček | Supraphon | Písně z pásma Zuzana není pro nikoho doma |
| 1963 | SP     | Klementajn - (Percy Montrose / Jiří Suchý), zpěv Jiří Suchý | Tu krásu nelze popsat slovy - (Jiří Šlitr / Jiří Suchý), zpěv Jiří Suchý a Jiří Šlitr | Supraphon | Písně z her Jonáš a tingl-tangl a Šest žen |
| 1963 | SP     | Z mého života - (Jiří Šlitr / Jiří Suchý), zpěv Hana Hegerová | Motýl - (Jiří Šlitr / Jiří Suchý), zpěv Jana Malknechtová a Jiří Jelínek | Supraphon | Písně z pásma Zuzana není pro nikoho doma |
| 1963 | SP     | Purpura - (Jiří Šlitr / Jiří Suchý), zpěv Pavlína Filipovská, Jiří Suchý a sbor Lubomíra Pánka | Veselé Vánoce - (J. Vomáčka / Z. Borovec), zpěv sbor | Supraphon | Reedice stejné varianty písně s odlišnou druhou stranou |
| 1963 | EP     | Ach, wie ist die Liebe schön (Ach, ta láska nebeská) - (Jiří Šlitr / (Jiří Suchý) / Martin Trenk), Judita Čeřovská a Richard Adam | Barbara - (B. Nikodém / M. Trenk), R. Adam Susanne (Písnička pro Zuzanu) - (Jiří Šlitr / Jiří Suchý / Martin Trenk), zpěv Jiří Popper                                                                              | Supraphon | Písně přezpívané do německého jazyka |
| 1963 | EP     | Der Löwe schäft heut' Nacht - (Creatore / Weiss / PerettiFeltz), zpěv J. Popper Träum jede Nacht von mir - (Kefurt / Schneider), J. Popper | Susanne (Písnička pro Zuzanu) - (Jiří Šlitr / Jiří Suchý / Martin Trenk), zpěv Jiří Popper Siebenpunkt (Sluníčko) - (Jiří Šlitr / Jiří Suchý / Martin Trenk), Aťka Janoušková a Jiří Popper                        | Supraphon | Písně přezpívané do německého jazyka |
| 1963 | SP     | Dass sie erotten kann (Zčervená) - (Jiří Šlitr / Jiří Suchý / Jan Koplowitz), zpěv Jiří Jelínek | Der letze Schmetterling (Motýl) - (Jiří Šlitr / Jiří Suchý / Jan Koplowitz), zpěv Jiří Jelínek a Jana Malknechtová                                                                                                 | Supraphon | Písně přezpívané do německého jazyka, zněly v zájezdovém představení Susanna ist allein zu Hause                                                                                |
| 1963 | SP     | Sukiyaki - (R. Ei / H. Nakamura / K.Wolf), Karel Duba and his Combo | Clementine (Klementajn) - (Percy Montrose / Jiří Suchý / Martin Trenk), zpěv Jiří Popper | Supraphon | Píseň přezpívaná do německého jazyka |
| 1964 | SP     | Malý blbý psíček - (Jiří Šlitr / Jiří Suchý), zpěv Jiří Suchý | Bolí mě hlava - (Jiří Šlitr / Jiří Suchý), zpěv Jiří Jelínek | Supraphon | Písně z her Zuzana je zase sama doma a Šest žen |
| 1964 | SP     | Blues o stabilitě - (Jiří Šlitr / Jiří Suchý), zpěv Jiří Suchý | Želví blues - (Jiří Suchý), zpěv Eva Pilarová | Supraphon | Píseň na A straně ze hry Zuzana je zase sama doma Vyšlo v mono i stereo variantě                                                                                                |
| 1964 | SP     | Buď mi věrná, moje milá - (Jiří Šlitr / Jiří Suchý), zpěv Jiří Suchý a Jiří Šlitr | Už dávno nejsem dítě - (Frank Perkins / Mitchell Parish / Jiří Suchý), zpěv Eva Pilarová a Waldemar Matuška | Supraphon | Píseň na A straně ze hry Šest žen Vyšlo v mono i stereo variantě |
| 1964 | SP     | Honky tonky blues - (Jiří Šlitr / Jiří Suchý), zpěv Jiří Suchý a sbor | Blues - (J. Ježek / K. Šrom / Z. Petr), Džezový orchestr Čs. rozhlasu | Supraphon | Píseň ze hry Jonáš a tingl-tangl |
| 1964 | SP     | Miluj mne, nebo mne opusť - (Walter Donaldson / Gus Kahn / Jiří Suchý), zpěv Karel Gott a Karel Štědrý | Vítr v údolí - (E. Ludvík / J. Vlk), zpěv K. Štědrý | Supraphon | Píseň z televizního pořadu Vysílá studio A |
| 1964 | SP     | Babetta - (Jiří Šlitr / Jiří Suchý), zpěv Jiří Suchý, Jiří Šlitr a sbor | Spím - (Jiří Šlitr / Jiří Suchý), zpěv Karel Gott a sbor | Supraphon | Písně z filmového muzikálu Kdyby tisíc klarinetů Vyšlo v mono i stereo variantě                                                                                                 |
| 1964 | SP     | Tereza - (Jiří Šlitr / Jiří Suchý), zpěv Waldemar Matuška, Karel Gott a sbor | Dotýkat se hvězd - (Jiří Šlitr / Jiří Suchý), zpěv Karel Gott a Eva Pilarová | Supraphon | Písně z filmového muzikálu Kdyby tisíc klarinetů Vyšlo v mono i stereo variantě                                                                                                 |
| 1964 | SP     | Satchmo - (Jiří Šlitr / Jiří Suchý), zpěv Jiří Jelínek a Eva Pilarová | Choď po špičkách - (Jiří Šlitr / Jiří Suchý), zpěv Hana Hegerová | Supraphon | Písně z filmového muzikálu Kdyby tisíc klarinetů Vyšlo v mono i stereo variantě                                                                                                 |
| 1964 | SP     | Tak abyste věděla - (Jiří Šlitr / Jiří Suchý), zpěv Hana Hegerová, Waldemar Matuška a Karel Gott | V opeře - (Jiří Šlitr / Jiří Suchý), zpěv Hana Hegerová, Waldemar Matuška, Karel Gott a sbor | Supraphon | Písně z filmového muzikálu Kdyby tisíc klarinetů Vyšlo v mono i stereo variantě                                                                                                 |
| 1964 | SP     | Glory - (Jiří Šlitr / Jiří Suchý), zpěv Eva Pilarová, Waldemar Matuška, Karel Gott a dívčí sbor | Míč - (Jiří Šlitr / Jiří Suchý), zpěv Jiří Suchý, Jiří Šlitr a Kühnův dětský sbor | Supraphon | Písně z filmového muzikálu Kdyby tisíc klarinetů Vyšlo v mono i stereo variantě                                                                                                 |
| 1964 | SP     | Tereza - (Jiří Šlitr / Jiří Suchý), zpěv Waldemar Matuška | Kapitáne, kam s tou lodí - (Jiří Šlitr / Jiří Suchý), zpěv Pavlína Filipovská, Karel Gott a Jiří Kysilka | Supraphon | Písně z filmového muzikálu Kdyby tisíc klarinetů Vyšlo v mono i stereo variantě                                                                                                 |
| 1964 | SP     | Bei mir bist du schön - (Sholom Secunda / Jacob Jacobs / Jiří Suchý), zpěv Jiří Suchý | – | Supraphon | Singl vyrobený pouze pro reklamní účely |
| 1964 | EP     | Neděle ráno - (Z. Petr), Taneční orchestr Čs. rozhlasu a sólisté S čertem si hrát - (B. Lane / J. Voskovec / J. Werich), zpěv E. Pilarová a W. Matuška                                                                                                  | Není-li tu ta - (Burton Lane / Edgar Yipsel Harburg / Jan Werich / Jiří Voskovec), zpěv Jiří Suchý Když z nuzáka se stane boháč - (B. Lane / J. Voskovec / J. Werich), zpěv K. Štědrý a W. Matuška                 | Supraphon | Písně z muzikálu Divotvorný hrnec |
| 1964 | EP     | Ten, kdo má rád - (B. Lane / J. Voskovec / J. Werich), zpěv E. Pilarová, W. Matuška a sbor Zuzana a zlato - (Z. Petr), hraje Taneční orchestr Československého rozhlasu                                                                                 | Tam za tou duhou - (B. Lane / J. Voskovec / J. Werich), zpěv E. Pilarová a sbor L. Pánka Množení - (Burton Lane / Jiří Voskovec / Jan Werich), zpěv Jiří Suchý a vokální kvarteto                                  | Supraphon | Písně z muzikálu Divotvorný hrnec |
| 1964 | EP     | Gone with the Wind (To všechno odnes' čas) - (traditional / Jiří Suchý / Jiří Theiner), Waldemar Matuška a Karel Štědrý Riding through the Canyon (Kaňonem takhle k večeru) - (Jiří Šlitr / Jiří Suchý / Jiří Theiner), Waldemar Matuška a Karel Štědrý | Cigarettes and Whiskey - (traditional), Rokoko Theatre Combo Little Horse Theme - (K. Turnovský), K. Duba and his Combo                                                                                            | Supraphon | Písně přezpívané do angličtiny |
| 1965 | SP     | Amfora - (Jiří Šlitr / Jiří Suchý), zpěv Eva Pilarová, Naďa Urbánková, hovoří Jiří Šlitr | Nejlepší léta mého života - (J. Bažant/J. Štaidl), zpěv J. Jelínek | Supraphon | |
| 1965 | SP     | Golem - (Jiří Šlitr / Jiří Suchý), zpěv Jiří Suchý, Jiří Šlitr a sbor | Hodina zpoždění - (B. Merill/J. Štaidl), zpěv E. Pilarová | Supraphon | Píseň z filmu Recital 64 |
| 1965 | SP     | Krajina posedlá tmou - (Jiří Šlitr / Jiří Suchý), zpěv Jiří Suchý a sbor Lubomíra Pánka | Co se ve městě povídá - (Jiří Šlitr / Jiří Suchý), zpěv Eva Pilarová a sbor Lubomíra Pánka | Supraphon | Písně z filmů Recital 64 a Magnetické vlny léčí |
| 1965 | SP     | Cecílie - (Jimmy Durante / Irving Caesar / Jan Werich), zpěv Jiří Suchý a sbor Lubomíra Pánka | Za lesíčkem na stráni - (J. Vomáčka), zpěv J. Zíma | Supraphon | |
| 1965 | EP     | Student mit dem roten Ohren (Student s rudýma ušima) - (Jiří Šlitr / Jiří Suchý / Wolf Biermann), zpěv Hana Hegerová Der böse Sonntag (Zlá neděle) - (Jiří Šlitr / Jiří Suchý / Jan Koplowitz), zpěv Hana Hegerová                                      | Liebe (das ist nur Schall und Rauch) (Láska, to jsou jenom písmena) - (Jiří Šlitr / Jiří Suchý / Jan Koplowitz), zpěv Hana Hegerová Fahr doch allein Karussell - (G. Siebholz / W. Brandenstein), zpěv H. Hegerová | Supraphon | Písně přezpívané do německého jazyka |
| 1966 | SP     | Stárnutí - (Jiří Šlitr / Jiří Suchý), zpěv Eva Pilarová | Za řekou snů - (Irská lidová / arr. K. Hála / J. Aplt), zpěv W. Matuška | Supraphon | Píseň z pásma Šest žen |
| 1966 | SP     | Řada koní - (Jiří Šlitr / Jiří Suchý), zpěv Jiří Šlitr a Kühnův dětský sbor | Čekání na tetu - (Jiří Šlitr / Jiří Suchý), zpěv Jiří Suchý | Supraphon | |
| 1966 | SP     | Písnička pro kočku - (Jiří Šlitr / Jiří Suchý), zpěv Milan Drobný a sbor divadla Semafor | Kytky se smály - (Jiří Šlitr / Jiří Suchý), zpěv Milan Drobný, Jaromír Mayer a Zuzana Burianová | Supraphon | Písně z pásma Zuzana je všude jako doma |
| 1966 | SP     | Na louce zpívaj’ drozdi - (Jiří Šlitr / Jiří Suchý), zpěv Jiří Suchý a Lenka Hartlová | Ba ne, pane - (Jiří Šlitr / Jiří Suchý), zpěv Jana Malknechtová, Jiří Suchý a Jiří Šlitr | Supraphon | Písně z pásma Zuzana je všude jako doma |
| 1966 | SP     | Na vrata přibili můj stín - (Jiří Šlitr / Jiří Suchý), zpěv Milan Drobný | Oudolí - (F. Havlík / J. Štaidl), zpěv J. Mayer | Supraphon | Písně z pásma Zuzana je všude jako doma |
| 1966 | SP     | Modré džínsy - (Jiří Šlitr / Jiří Suchý), zpěv Jiří Suchý | Jako Penelopa - (K. Mareš / R. Černý), zpěv N. Urbánková | Supraphon | Písně z pásma Zuzana je všude jako doma |
| 1966 | SP     | To nám, slečno, nedělejte - (Jiří Šlitr / Jiří Suchý), zpěv Zuzana Burianová a sbor Lubomíra Pánka | Vlny - (Jiří Šlitr / Jiří Suchý), zpěv Jaromír Mayer | Supraphon | Písně z pásma Zuzana je všude jako doma |
| 1966 | EP     | Tři tety - (Jiří Šlitr / Jiří Suchý), zpěv Jiří Šlitr Ďábel z Vinohrad - (Jiří Šlitr / Jiří Suchý), zpěv Jiří Šlitr | Co jsem měl dnes k obědu - (Jiří Šlitr / Jiří Suchý), zpěv Jiří Šlitr a Sbor Lubomíra Pánka Spánek má strýčka portýra - (Jiří Šlitr / Jiří Suchý), zpěv Sbor Lubomíra Pánka                                        | Supraphon | Písně ze hry Ďábel z Vinohrad |
| 1966 | SP     | Therese (Tereza) - (Jiří Šlitr / Jiří Suchý / Günter Sonnenborn / B. Weber), zpěv Waldemar Matuška | Oh Carolina - (F. Berlipp / K. P. Urban), zpěv W. Matuška | Supraphon | Píseň přezpívaná do němčiny |
| 1966 | SP     | L.O.V.E - (B. Kaempfert / M. Gabler), zpěv N. Félix Ou tu vas? (Oči sněhem zaváté ) - (Jiří Šlitr / Jiří Suchý / Raymond Mamoudy), zpěv Nicole Félix | Scandale dans la famille - (H. Donaldson / M. Tézé), zpěv N. Félix Poupée de cire, poupée de son - (S. Gainsborough), zpěv N. Félix                                                                                | Supraphon | Píseň přezpívaná do francouzštiny zpěvačkou z Paříže |
| 1966 | EP     | Tereza (v srbštině) - (Jiří Šlitr / Jiří Suchý / Stevan Zarić), zpěv Stevan Zarić Sa cvećem i suzama - (Bertrand / S. Zarić), zpěv S. Zarić | Bila je tako lepa - (A. Barriere / S. Zarić), zpěv S. Zarić Sasvim druga devojka - (N. Diamond / S. Zarić), zpěv S. Zarić                                                                                          | Jugoton   | Singl vydaný pouze v Jugoslávii |
| 1967 | SP     | Neotálej - (Jiří Šlitr / Jiří Suchý), zpěv Jiří Suchý, Zuzana Burianová a sbor Lubomíra Pánka | Nedělejte ze mě chudinku - (Jiří Šlitr / Jiří Suchý), zpěv Zuzana Burianová a sbor Lubomíra Pánka | Supraphon | Písně ze hry Benefice |
| 1967 | SP     | Kdo ví… - (Jiří Šlitr / Jiří Suchý), zpěv Jiří Suchý a sbor Lubomíra Pánka | Tulák - (Jiří Šlitr / Jiří Suchý), zpěv Lenka Hartlová a Jiří Suchý | Supraphon | Písně ze hry Benefice |
| 1967 | SP     | Toulaví zpěváci - (Jiří Šlitr / Jiří Suchý), zpěv Lenka Hartlová a Jiří Suchý | Kamarádi - (Jiří Šlitr / Jiří Suchý), zpěv Jiří Suchý a sbor Lubomíra Pánka | Supraphon | Písně ze hry Benefice |
| 1967 | SP     | Obrať se s důvěrou - (Charlie Chaplin / Jiří Suchý), zpěv Helena Blehárová | Loutka - (P. Coulter / B. Martin /P. Rada), zpěv Y. Přenosilová | Supraphon | |
| 1967 | SP     | Barvy - laky - (Jiří Šlitr / Jiří Suchý), zpěv Jiří Suchý a Pavlína Filipovská | Blues o stabilitě (fragment) - (Jiří Šlitr / Jiří Suchý), zpěv Josef Bek | Supraphon | Singl lisován pouze pro reklamní účely firmy Barvy a laky, n. p |
| 1968 | SP     | Ukrejvám rozpaky - (Jiří Šlitr / Jiří Suchý), zpěv Milan Drobný a Naďa Urbánková | Nemělas mi srdce brát - (F. Havlík / I. Fischer), zpěv M. Drobný | Supraphon | Píseň ze hry Tak co, pane barone |
| 1968 | SP     | Slunce zhaslo dojetím - (Jiří Šlitr / Jiří Suchý), zpěv Eva Olmerová | Druhý břeh - (A. Hamilton / M. Sýkora), zpěv E. Olmerová | Supraphon | Píseň ze hry Tak co, pane barone |
| 1968 | SP     | Oh, larydou - (Jiří Šlitr / Jiří Suchý), zpěv Milan Drobný | Nebudu už říkat přísloví - L. Reed / B. Mason / J. Grossmann), zpěv M. Drobný | Supraphon | Píseň ze hry Poslední štace |
| 1968 | SP     | Růže růžová - (Jiří Šlitr / Jiří Suchý), zpěv Milan Drobný | Bonnie a Clyde - (M. Murray / P. Callander / arr. F. Havlík / E. Krečmar), zpěv M. Drobný | Supraphon | Píseň ze hry Poslední štace |
| 1968 | SP     | Modrý tričko - (Jiří Šlitr / Jiří Suchý), zpěv Milan Drobný a Naďa Urbánková | Pánbů ví - (M. Drobný / Z. Borovec), zpěv M. Drobný | Supraphon | Píseň ze hry Tak co, pane barone |
| 1969 | SP     | Pamatuju na to léto - (Jiří Šlitr / Jiří Suchý), zpěv Miluše Voborníková | Růžová známka - (Jiří Šlitr / Jiří Suchý), zpěv Miluše Voborníková | Supraphon | |
| 1969 | SP     | Na shledanou - (Jiří Šlitr / Jiří Suchý), zpěv Jiří Suchý | Jo, to jsem ještě žil (studiová verze) - (Jiří Šlitr / Jiří Suchý), zpěv Jiří Suchý a sbor | Supraphon | Písně z filmu Zločin v šantánu a hry Jonáš a dr. Matrace |
| 1969 | SP     | Margareta (živá verze) - (Jiří Šlitr / Jiří Suchý), zpěv Jiří Suchý a sbor divadla Semafor | Jo, to jsem ještě žil (živá verze) - (Jiří Šlitr / Jiří Suchý), zpěv Jiří Suchý a sbor divadla Semafor | Supraphon | Písně pořízené během zkoušky hry Jonáš a dr. Matrace, vyšlo jako součást divadelního programu                                                                                   |
| 1969 | SP     | Rosa Band (Růžová pentle) - (Jiří Šlitr / Jiří Suchý / Jan Koplowitz), zpěv Naďa Urbánková | My Heavy Cross - (J. Klempiř / G. Theiner), zpěv M. Drobný | Intercord | V němčině nazpívaná píseň vydaná pouze v západním Německu, datace orientační, na desce neuvedena                                                                                |

### 1970 – 1979
| Rok  | Formát | A strana | B strana | Vydavatel | Poznámka                                                                               |
| ---- | ------ | --- | --- | --------- | -------------------------------------------------------------------------------------- |
| 1970 | EP     | Ukázka ze hry Jonáš a tingl-tangl - (Jiří Suchý), vystupují Jiří Suchý a Jiří Šlitr                                                                                  | Ďábel z Vinohrad - (Jiří Šlitr / Jiří Suchý), zpěv Jiří Šlitr Slavná obhajoba - (Jiří Šlitr / Jiří Suchý), zpěv Jiří Šlitr                                                                            | Supraphon | Příloha knihy "Šlitr"                                                                  |
| 1970 | EP     | Ukázka ze hry Jonáš a doktor Matrace – anekdoty - (Jiří Suchý), hovoří Jiří Suchý a Jiří Šlitr                                                                       | Malá noční hudba (parodie) - (Wolfgang Amadeus Mozart), hrají a hovoří Jiří Suchý a Jiří Šlitr Měsíčku na nebi hlubokém - (Jiří Šlitr / Jiří Suchý), zpěv a klávesová foukací harmonika Jiří Šlitr    | Supraphon | Příloha knihy "Šlitr"                                                                  |
| 1970 | SP     | Končí divadlo - (Jiří Šlitr / Jiří Suchý), zpěv Jiří Suchý a Semafor Girls                                                                                           | Ša-ba-da-ba-da - (Ferdinand Havlík / Jiří Suchý), Ferdinand Havlík se svým orchestrem | Supraphon | Písně ze zkoušky hry Básníci a sedláci / Revizor v šantánu                             |
| 1970 | SP     | Líbej mne víc - (Jiří Šlitr / Jiří Suchý), zpěv Miluška Voborníková                                                                                                  | Svatba - (Jiří Šlitr / Jiří Suchý), zpěv Miluška Voborníková | Supraphon |                                                                                        |
| 1970 | SP     | Krokodýl - (Jiří Šlitr / Jiří Suchý), zpěv Jiří Šlitr a sbor Lubomíra Pánka                                                                                          | Slunce zhaslo dojetím - (Jiří Šlitr / Jiří Suchý), zpěv Naďa Urbánková a sbor Lubomíra Pánka | Supraphon |                                                                                        |
| 1970 | SP     | Kytka v květináči - (Jiří Šlitr / Jiří Suchý), zpěv Jiří Suchý a sbor                                                                                                | Kamarádi (živá verze) - (Jiří Šlitr / Jiří Suchý), zpěv Jiří Suchý | Supraphon | Písně ze zkoušky hry Ten pes je váš?, vyšlo jako součást divadelního programu          |
| 1970 | SP     | Možná, že právě ten - (Ferdinand Havlík / Jiří Suchý), zpěv Naďa Urbánková a Jiří Suchý                                                                              | Ještě je čas - (Ferdinand Havlík / Jiří Suchý), zpěv Jiří Suchý | Supraphon | První autorský singl dvojice Ferdinand Havlík / Jiří Suchý                             |
| 1971 | SP     | Jehličí - (Jiří Šlitr / Jiří Suchý), zpěv Jiří Suchý a sbor | Rybí polévka - (Jiří Šlitr / Jiří Suchý), zpěv Jiří Suchý | Supraphon |                                                                                        |
| 1971 | EP     | Mezi básníky - (Jiří Suchý), zpěv Jiří Suchý Znal jsem jednu pampelišku - (Jiří Šlitr / Jiří Suchý), zpěv Jiří Suchý                                                 | Kamarádi (nová verze) - (Jiří Šlitr / Jiří Suchý), zpěv Jiří Suchý Na rezavým dvojplošníku - (Jiří Šlitr / Jiří Suchý), zpěv Jiří Suchý a Monika Hálová                                               | Supraphon | EP nazvané "Jiří Suchý zpívá pro Divadlo hudby"                                        |
| 1971 | EP     | Vidle / Teplé prádlo - (Jiří Šlitr / Jiří Suchý), zpěv Jiří Suchý a Jiří Šlitr Třešně - (Jiří Šlitr / Jiří Suchý), zpěv Jiří Suchý a Milan Drobný                    | Klobouky - (Jiří Šlitr / Jiří Suchý), zpěv Věra Křesadlová Povídal nám jeden zpěvu znalec - (Jiří Šlitr / Jiří Suchý), zpěv Naďa Urbánková a Věra Křesadlová                                          | Supraphon |                                                                                        |
| 1971 | SP     | Dějiny rodu (I) - (Ferdinand Havlík / Jiří Suchý), zpěv Jiří Suchý a členové divadla Semafor                                                                         | Dějiny rodu (II) - (Ferdinand Havlík / Jiří Suchý), zpěv členové divadla Semafor | Supraphon | Písně ze zkoušky hry Čarodějky                                                         |
| 1971 | SP     | Malé kotě - (Jiří Šlitr / Jiří Suchý), zpěv Karel Gott | – | Krugozor  | Starší studiová nahrávka písně vydaná v Sovětském svazu jako příloha časopisu Krugozor |
| 1972 | EP     | Blázen a dítě - (Jiří Suchý), zpěv Jiří Suchý | Na střeše světa - (Jiří Suchý), zpěv Semafor Girls Ornament - (Jiří Suchý), zpěv Semafor Girls | Supraphon | Z nedokončeného filmu podle hry Sekta                                                  |
| 1972 | EP     | Hojivá mast - (Ferdinand Havlík / Jiří Suchý), zpěv Ferdinand Havlík a Josef Dvořák                                                                                  | Kašpar a Baltazar - řeči - (Jiří Suchý), hovoří Jiří Suchý a Josef Dvořák Tak jak to holky mívaj ve zvyku - (Ferdinand Havlík / Jiří Suchý), zpěv Zuzana Burianová                                    | Supraphon | Písně ze hry Zuzana v lázni                                                            |
| 1972 | SP     | Kytice I - (Ferdinand Havlík / Jiří Suchý), zpěv členové divadla Semafor                                                                                             | Kytice II - (Ferdinand Havlík / Jiří Suchý), zpěv členové divadla Semafor | Supraphon | Vydáno k premiéře hry Kytice                                                           |
| 1972 | EP     | Blues pro tebe - (Jiří Suchý), zpěv Jiří Suchý a Jezinky | Zlomil jsem ruku tetičce - (Jiří Suchý), zpěv Jiří Suchý a Jezinky Happy end - (Jiří Suchý), zpěv Věra Křesadlová                                                                                     | Supraphon | EP nazvané "Tři písně", limitovaný náklad 1000 kusů                                    |
| 1972 | SP     | Ach, ta láska nebeská - (Jiří Šlitr / Jiří Suchý), zpěv Miloš Kirschner (Hurvínek, Spejbl) a Helena Štáchová (Mánička)                                               | Waldemar u Spejblů / Houpavá - (tradicionál / I. Fischer), zpěv W. Matuška | Supraphon | z edice Hurvínkových desek                                                             |
| 1973 | EP     | Dívenka z duhy - (Ferdinand Havlík / Jiří Suchý), zpěv Petr Novák Náš dům - (P. Novák / J. Krůta), zpěv P. Novák                                                     | Madlén - (P. Novák / J. Krůta), zpěv P. Novák Kytara - (P. Novák / J. Krůta), zpěv P. Novák | Panton    | Píseň ze hry Zuzana v lázni                                                            |
| 1973 | SP     | Altánek - (Ferdinand Havlík / Jiří Suchý), zpěv Jitka Molavcová a Jiří Suchý                                                                                         | Festivalový květ - (J. Spálený / P. Vrba), zpěv P. Bartoň | Supraphon | Skladba ze soutěže Písničky pro hvězdu                                                 |
| 1973 | SP     | Tam, kde známe každej kámen - (Ferdinand Havlík / Jiří Suchý), zpěv Jiří Suchý                                                                                       | Žár léta - (L. Tůma / J. Šprongl), zpěv V. Čižmárová | Supraphon | Skladba ze soutěže Písničky pro hvězdu                                                 |
| 1973 | SP     | Konec milování - (Les Reed / Jiří Suchý), zpěv Pavel Bartoň | Buď hodná, dřív než odejdeš - (B. Ondráček / V. Poštulka), zpěv P. Bartoň | Supraphon |                                                                                        |
| 1974 | SP     | Vesnická romance - (Heinrich Frantzen / Jiří Suchý), zpěv Jiří Suchý, Jitka Molavcová a Josef Dvořák                                                                 | Slečna v sedmý řadě - (Jiří Šlitr / Jiří Suchý), zpěv Jiří Suchý | Supraphon | Písně ze semaforského programu televizního Televarieté                                 |
| 1974 | SP     | So geht es auf der Welt zu - (D. Dobiáš / P. Kopta / F. Zieboltz), zpěv H. Hegerová                                                                                  | Opernstar (V opeře) - (Jiří Šlitr / Jiří Suchý / T. Krafft), zpěv Hana Hegerová | Decca     | V němčině nazpívaný singl vydaný pouze v západním Německu                              |
| 1975 | SP     | Lítám - (Bohuslav Ondráček / Jiří Suchý), zpěv Jitka Molavcová | Znám tvůj sen - (B. Ondráček / Z. Borovec), zpěv J. Molavcová | Supraphon |                                                                                        |
| 1975 | SP     | Miláčku - (Ferdinand Havlík / Jiří Suchý), zpěv Jiří Suchý a Jitka Molavcová                                                                                         | Orchestrion z ráje - (Ferdinand Havlík / Jiří Suchý), zpěv Jitka Molavcová a Jiří Suchý | Supraphon | Písně z her Kytice a Elektrická puma                                                   |
| 1975 | EP     | Orchestrion z ráje - (Ferdinand Havlík / Jiří Suchý), zpěv Jitka Molavcová a Jiří Suchý Stmívá se a jdu spát - (Ferdinand Havlík / Jiří Suchý), zpěv Jitka Molavcová | Dárek nevšední - (Ferdinand Havlík / Jiří Suchý), zpěv Jiří Suchý a Jitka Molavcová Stádo velocipedů – cink – cink - (Ferdinand Havlík / Jiří Suchý), zpěv Jitka Molavcová, Jiří Suchý a Josef Dvořák | Supraphon | Písně ze hry Elektrická puma                                                           |
| 1976 | SP     | Mám zlatej důl - (Karel Svoboda / Jiří Suchý), zpěv Karel Gott a sbor                                                                                                | Dívkám - (G. Kjanus / Z. Borovec), zpěv K. Gott a sbor | Supraphon |                                                                                        |
| 1977 | SP     | Co je to láska - (Otis Blackwell / Elvis Presley / Jiří Suchý), zpěv Jana Robbová                                                                                    | Řekni mi, lásko - (K. Forner / V. Poštulka), zpěv J. Robbová | Supraphon |                                                                                        |
| 1977 | SP     | Obrázky - (Karel Svoboda / Jiří Suchý), zpěv Naďa Urbánková a Bezinky                                                                                                | Na shledanou, přijdu zas - (Karel Svoboda / Jiří Suchý), zpěv Naďa Urbánková | Supraphon |                                                                                        |
| 1977 | SP     | Zvony - (Bobby Hebb / Jiří Suchý), zpěv Naďa Urbánková a Bezinky | Lásko, máš-li řád - (J. Hrábek / N. Urbánková), zpěv N. Urbánková | Supraphon |                                                                                        |
| 1978 | SP     | Řekněte mi, zkušení - (Milan Dvořák / Jiří Suchý), zpěv Naďa Urbánková                                                                                               | To léto se zdálo delší - (S. Kunst / M. Bukovič), zpěv J. Helekal | Supraphon |                                                                                        |
| 1978 | SP     | Tento týden v pátek - (Vernon Lee / Danny Barker / Jiří Suchý), zpěv Martha a Tena, Jiří Suchý                                                                       | Polárka - (J. Burian), zpěv M. Elefteriadu | Panton    |                                                                                        |
| 1979 | SP     | Černý nebožtík - (Jiří Suchý), zpěv Luděk Hulan | Kabaret U třešně - (L. Hulan / R. Kraus), zpěv L. Hulan | Supraphon |                                                                                        |

### 1980 – 1989
| Rok  | Formát | A strana | B strana | Vydavatel | Poznámka                                                                                 |
| ---- | ------ | --- | --- | --------- | ---------------------------------------------------------------------------------------- |
| 1983 | SP     | Kam se asi René žene - (Ferdinand Havlík / Jiří Suchý), zpěv Jiří Suchý | Zvuková pohlednice Země - interpret neuveden | Melodija  | Ohebný flexi disk, příloha časopisu ABC                                                  |
| 1984 | EP     | Protektorátní blues - (Ferdinand Havlík / Jiří Suchý), zpěv Svatopluk Beneš Čas kráčí kolem nás - (Ferdinand Havlík / Jiří Suchý), zpěv Ludmila Podubecká | Děvče z Chebu - (Jiří Suchý), recitace Ilona Záluská Exploze - (Ferdinand Havlík / Jiří Suchý), zpěv Ilona Záluská | Panton    | Písně ze hry Dr. Johann Faust, Praha II, Karlovo nám. 40                                 |
| 1984 | EP     | Píseň pro dva - (Ferdinand Havlík / Jiří Suchý), zpěv Jiří Suchý a Jitka Molavcová Tady se zastavil čas - (Ferdinand Havlík / Jiří Suchý), zpěv Jiří Suchý a Jitka Molavcová                                                                                                 | Chodíme světem s dobrou náladou - (Ferdinand Havlík / Jiří Suchý), zpěv Evžen Jegorov a Ferdinand Havlík Ale my hrajeme dál - (Ferdinand Havlík / Jiří Suchý), zpěv Ludmila Podubecká | Panton    | Písně ze hry Dr. Johann Faust, Praha II, Karlovo nám. 40                                 |
| 1984 | SP     | Co je to láska (nová verze) - (Otis Blackwell / Elvis Presley / Jiří Suchý), zpěv Eva Pilarová | Znám tě - (S. Chmelík / M. Bukovič), zpěv E. Pilarová, E. Olmerová | Supraphon |                                                                                          |
| 1985 | EP     | Znám tolik písní - (Jiří Suchý), zpěv Jiří Suchý Minulou neděli - (Ferdinand Havlík / Jiří Suchý), zpěv Jiří Suchý a Jitka Molavcová | Trvalo to rok - (Jiří Suchý), zpěv Jiří Suchý a Jitka Molavcová Koukejte, venku leje - (americká lidová / Jiří Suchý), zpěv Jiří Suchý a Jitka Molavcová | Panton    | Písně ze hry Jonáš, dejme tomu v úterý                                                   |
| 1985 | EP     | To je láska - (Ferdinand Havlík / Jiří Suchý), zpěv Jiří Suchý a Jitka Molavcová Dneska jsme dál - (Ferdinand Havlík / Jiří Suchý), zpěv Jiří Suchý | Nejsmutnější varieté - (Ferdinand Havlík / Jiří Suchý), zpěv Jiří Suchý Dítě velkoměsta - (Vladimír Vích / Jiří Suchý), zpěv Jiří Suchý | Panton    | Písně ze hry Jonáš, dejme tomu v úterý                                                   |
| 1985 | SP     | Ach, ty stránky - (Jiří Suchý), zpěv Jiří Datel Novotný | Co je to pré - (Jiří Suchý), zpěv Jiří Suchý, Jitka Molavcová a sbor divadla Semafor | Panton    | Písně ze hry Případ Eleanora                                                             |
| 1985 | SP     | Bar - (Ferdinand Havlík / Jiří Suchý), zpěv Ilona Záluská | Noční song - (Ferdinand Havlík / Jiří Suchý), zpěv Jiří Suchý | Panton    | Písně ze hry Smutek bláznivých panen                                                     |
| 1986 | SP     | Finále (Opona stříbrem pošitá) - (Jiří Suchý), zpěv Jiří Suchý a Jitka Molavcová | Rekviem pro mrtvou rybu - (Jiří Suchý), zpěv Jitka Molavcová | Panton    | Písně ze hry Jonáš, dejme tomu v úterý                                                   |
| 1986 | SP     | Lípa zelená - (Jiří Suchý), zpěv Jitka Molavcová | Zítra je taky den - (V. Vích / I. Havlů), zpěv J. Molavcová | Supraphon | Píseň ze hry Vetešník                                                                    |
| 1987 | SP     | Já rasisty nikdy neměl rád - (M. Kocáb), zpěv M. Kocáb a V. Čok | No a co ti schází - (Michael Kocáb/ Jiří Suchý), zpěv Michael Kocáb | Panton    |                                                                                          |
| 1988 | EP     | Kašpárag - (D. Noll) Adélka - (J. Dědeček), zpěv J. Dědeček Opice v lese - (Z. Vřešťál / R. Kopřivík), zpěv Z. Vřešťál Balada o duševní nevěře - (M. Knébl), zpěv M. Knébl Zvolna chápu - (P. Skoumal), zpěv P. Skoumal Kaše - (D. Adrtová-Voňková), zpěv D. Adrtová-Voňková | Oudolíčko - (V. Merta), zpěv V. Merta Já žiju dál - (Jiří Suchý), zpěv Jiří Suchý Stařečku malíři - (K. Diepold), zpěv K. Diepold V mým příštím životě - (J. Burian), zpěv J. Burian Tak nám Nováku řekni - (M. Jůza / J. Pavlovský), zpěv M. Jůza V limitu - (M. Eben), zpěv M. Eben, D. Eben, Z. Vřešťál | Panton    | EP nazvané "Drobné skladby mistrů"                                                       |
| 1988 | EP     | Sedm dárků - (Jiří Šlitr / Jiří Suchý), zpěv Jiří Suchý Píseň sekretářky - (Jiří Šlitr / Jiří Suchý), zpěv Věra Křesadlová | Pro bratrance - (Jiří Šlitr / Jiří Suchý), zpěv Jiří Suchý a Jitka Molavcová Jak se plaší zlé sny (nová verze) - (Jiří Suchý), zpěv sbor divadla Semafor | Panton    | EP z filmu Jonáš aneb Jak je důležité míti Melicharovou                                  |
| 1988 | SP     | Purpura - (Jiří Šlitr / Jiří Suchý), zpěv Rudolf Hrušínský a dětský sbor Jiřího Chvály | Štědrej večer nastal - (lidová), zpěv R. Hrušínský | Supraphon |                                                                                          |
| 1989 | SP     | Motýlek - (L. Kosek / J. Šprongl), zpěv V. Neckář | Óda na prahu - (Jan Neckář / Jiří Suchý), zpěv Václav Neckář | Supraphon |                                                                                          |
| 1989 | EP     | Pramínek vlasů (živě) - (Jiří Suchý), zpěv Jiří Suchý I Can't Give You Anything But Love (živě) - (Jimmy McHugh / Dorothy Fields), zpěv Jiří Suchý | Kučeravý listonoš (živě) - (Jerry Livingston / Mack David / Josef Kainar), zpěv Jiří Suchý a Bora Kříž Modrá nálada (živě) - (Duke Ellington / Irving Mills / Barney Bigard / Jiří Suchý), zpěv Jiří Suchý                                                                                                 | Panton    | EP nazvané "Jiří Suchý zpívá s Borou Křížem", natočeno během koncertu 15. listopadu 1986 |
| 1989 | SP     | Kamarádi 2 - (Jiří Šlitr / Jiří Suchý / Jan Vyčítal), zpěv Jan Vyčítal | Battledress - (J. Vyčítal), zpěv J. Vyčítal | Supraphon |                                                                                          |
| 1989 | SP     | Cha cha cha - (traditional / Jiří Suchý), zpěv Jitka Molavcová | Muzikantská liduška - (K. Vágner / I. Mládek), zpěv J. Molavcová | Supraphon |                                                                                          |
| 1989 | SP     | Sluníčko - (Jiří Šlitr / Jiří Suchý), zpěv Jitka Molavcová a Madla Hornová | Dítě školou povinné - (Jiří Šlitr / Jiří Suchý), zpěv Jitka Molavcová a Bambini di Praga | Supraphon |                                                                                          |
| 1989 | SP     | Purpura - (Jiří Šlitr / Jiří Suchý), zpěv Pavlína Filipovská, Jiří Suchý a sbor Lubomíra Pánka | Veselé Vánoce - (J. Vomáčka / Z. Borovec), zpěv sbor | Supraphon | reedice singlu                                                                           |

### 1990 – milénium
| Rok  | Formát   | A strana | B strana | Vydavatel      | Poznámka                                                                                     |
| ---- | -------- | --- | --- | -------------- | -------------------------------------------------------------------------------------------- |
| 1990 | SP       | Už koníček pádí - (americká lidová / I. Fischer), zpěv W. Matuška a sbor                                                                               | Babetta - (Jiří Šlitr / Jiří Suchý), zpěv Jiří Suchý, Jiří Šlitr a sbor | Supraphon      | reedice písně, singl vydaný na podporu Občanského fóra, hovoří též Jiří Bartoška a Jan Rosák |
| 1990 | SP       | Rock 'n' Roll Party I (obsahuje část písně Oči sněhem zaváté v nové verzi) - (různí autoři; Jiří Šlitr / Jiří Suchý), zpěv Karel Gott                  | Rock 'n' Roll Party II - (různí autoři), zpěv Karel Gott | Supraphon      | Deska nazvaná "Rock and roll party po půlnoci"                                               |
| 1991 | MC singl | Old Folks at Home - (Stephen Foster, arr. Antonín Dvořák), zpěv Samuel McKelton & Brazeal Dennard Chorale                                              | Ten, jehož dům tu stál - (Stephen Foster, arr. Antonín Dvořák / Jiří Suchý), zpěv Milada Čejková, Vladimír Doležal a Bambini di Praga                                             | ’68 Publishers | Vyšlo pouze na audiokazetě u vydavatelství Josefa Škvoreckého                                |
| 2002 | CD singl | Když je mi nejhůř - (Karel Vágner / Jiří Suchý), zpěv Jiří Suchý, Gospel Time Zuzany Stirské a sbor Jiřího Březíka                                     | – | Fermata        | Benefiční singl na pomoc obětem povodní                                                      |
| 2012 | CD singl | Blues pro tebe (DJ Neo signature radio remix) - (Jiří Suchý), zpěv Karel Gott Blues pro tebe (DJ Neo classic club mix) - (Jiří Suchý), zpěv Karel Gott | Svět je báječnej kout - Prague Remix - (B. Thiele / G. Weiss / E. Krečmar), zpěv K. Gott Svět je báječnej kout - London Remix - (B. Thiele / G. Weiss / E. Krečmar), zpěv K. Gott | Supraphon      |                                                                                              |

## Fonokarty
Fonokarty, neboli zvukové pohlednice, obsahovaly jednu skladbu vylisovanou na fotografii ve speciální fóliové vrstvě. Vycházely převážně v první polovině 60. let, ale zvuková kvalita (i délka) byly výrazně omezené. Některé měly formu větší pohlednice i s předtištěnými kolonkami na vyplnění adresy a nalepení známky, jejich grafickou podobu často tvořili významní fotografové nebo grafikové (např. Jan Lukas či Josef Liesler).
| Rok  | Název                   | Autoři, interpret                                                            | Vydavatel | Poznámka                                                                                                  |
| ---- | ----------------------- | ---------------------------------------------------------------------------- | --------- | --- |
| 1960 | Včera neděle byla       | Jiří Šlitr / Jiří Suchý, zpěv Pavlína Filipovská                             | Supraphon | Píseň ze hry Člověk z půdy                                                                                |
| 1961 | Pondělní blues          | Jiří Šlitr / Jiří Suchý, zpěv Waldemar Matuška                               | Supraphon | Píseň ze hry Taková ztráta krve                                                                           |
| 1961 | Melancholické blues     | Jiří Šlitr / Jiří Suchý, zpěv Karel Štědrý                                   | Supraphon | Píseň ze hry Taková ztráta krve                                                                           |
| 1961 | Píseň o koni            | Jiří Šlitr / William Shakespeare / překlad: Jan Vladislav, zpěv Jiří Suchý   | Supraphon | Píseň ze hry Taková ztráta krve                                                                           |
| 1962 | Sup a žlůva             | Jiří Šlitr / Jiří Suchý, zpěv Jiří Suchý a Eva Pilarová                      | Supraphon | Píseň ze hry Taková ztráta krve                                                                           |
| 1962 | Kaňonem takhle k večeru | Jiří Šlitr / Jiří Suchý, zpěv Jiří Suchý a Karel Štědrý a sbor               | Supraphon | |
| 1963 | Chybí mi ta jistota     | Jiří Šlitr / Jiří Suchý, zpěv Jiří Suchý a Jiří Šlitr                        | Supraphon | Píseň ze hry Jonáš a tingl-tangl                                                                          |
| 1963 | Motýl                   | Jiří Šlitr / Jiří Suchý, zpěv Jana Malknechtová a Jiří Jelínek               | Supraphon | Píseň ze hry Zuzana není pro nikoho doma, reklamní fonokarta na Jablonex                                  |
| 1963 | Vím už, co to znamená   | Paul Cahn / Jiří Suchý, zpěv Eva Pilarová a vokální kvinteto Divadla Semafor | Supraphon | Píseň ze hry Zuzana je zase sama doma                                                                     |
| 1965 | Tereza                  | Jiří Šlitr / Jiří Suchý, zpěv Waldemar Matuška                               | Supraphon | Píseň z filmu Kdyby tisíc klarinetů                                                                       |
| 1965 | Co se ve městě povídá   | Jiří Šlitr / Jiří Suchý, zpěv Eva Pilarová a sbor Lubomíra Pánka             | Supraphon | Píseň z filmu Magnetické vlny léčí                                                                        |
| 1966 | Píseň o rose            | Jiří Šlitr / Jiří Suchý, zpěv Jiří Suchý                                     | Supraphon | Píseň ze hry Zuzana je sama doma, na snímku skleněná plastika od Reného Roubíčka pro výstavu do Sao Paulo |